# 埋葬友情
《埋葬友情》（英語：Bury a Friend，显示风格全小写）是美國歌手怪奇比莉的歌曲。這首歌於2019年1月30日由Darkroom和新視鏡唱片發行。這首歌是比莉首張錄音室專輯《當我們睡了 怪事發生了》的第三支主打單曲。由邁克爾·查韋斯執導的音樂錄影帶伴隨著它發行。
《埋葬友情》空降美国《公告牌》百强榜第74位，一週後成為第14位，成為當時比莉的最高峰。